# Sojoez MS-16
Sojoez MS-16 (Russisch: Союз МС-16) was een ruimtevlucht naar het Internationaal ruimtestation ISS. Het is de 144ste vlucht van een Sojoez-capsule met bemanning en de zestiende van het Sojoez MS-type. Het was de eerste bemande lancering van de Sojoez-2-1A. De lancering was op 9 april 2020 om 8:05 UTC. 6 uur later om 14:13 UTC koppelde het ruimteschip aan bij het ISS. Tijdens deze vlucht worden drie bemanningsleden naar het Internationaal ruimtestation ISS vervoerd voor ISS-Expeditie 62.
De oorspronkelijk geplande bemanning werd op 18 februari door Roskosmos vervangen door de reservebemanning. Dat gebeurde omdat een van hen om medische redenen niet mocht vliegen. NASA besloot Cassidy niet door Bowen te vervangen.

## Bemanning
| Positie           | Ruimtevaarder                             |
| ----------------- | ----------------------------------------- |
| Commandant        | Anatoli Ivanisjin, RSA 3e ruimtevlucht    |
| Flight Engineer 1 | Ivan Vagner, RSA 1e ruimtevlucht          |
| Flight Engineer 2 | Christopher Cassidy, NASA 3e ruimtevlucht |

### Oorspronkelijk geplande bemanning
| Positie           | Ruimtevaarder                             |
| ----------------- | ----------------------------------------- |
| Commandant        | Nikolaj Tichonov, RSA 1e ruimtevlucht     |
| Flight Engineer 1 | Andrei Babkin, RSA 1e ruimtevlucht        |
| Flight Engineer 2 | Christopher Cassidy, NASA 3e ruimtevlucht |

### Reserve bemanning
| Positie           | Ruimtevaarder       |
| ----------------- | ------------------- |
| Flight Engineer 2 | Stephen Bowen, NASA |

## Trivia
- Jevgeni Mikrin, hoofd van het Russische bemande ruimtevaartprogramma en hoofdingenieur van RKK Energia (dat de Sojoez bouwt) liep in Bajkonoer rond de lancering van Sojoez MS-16 COVID-19 op en stierf daar enkele weken later aan. Hij had in die periode geen direct contact met de bemanning gehad.[2]